# Palais Wackerbarth

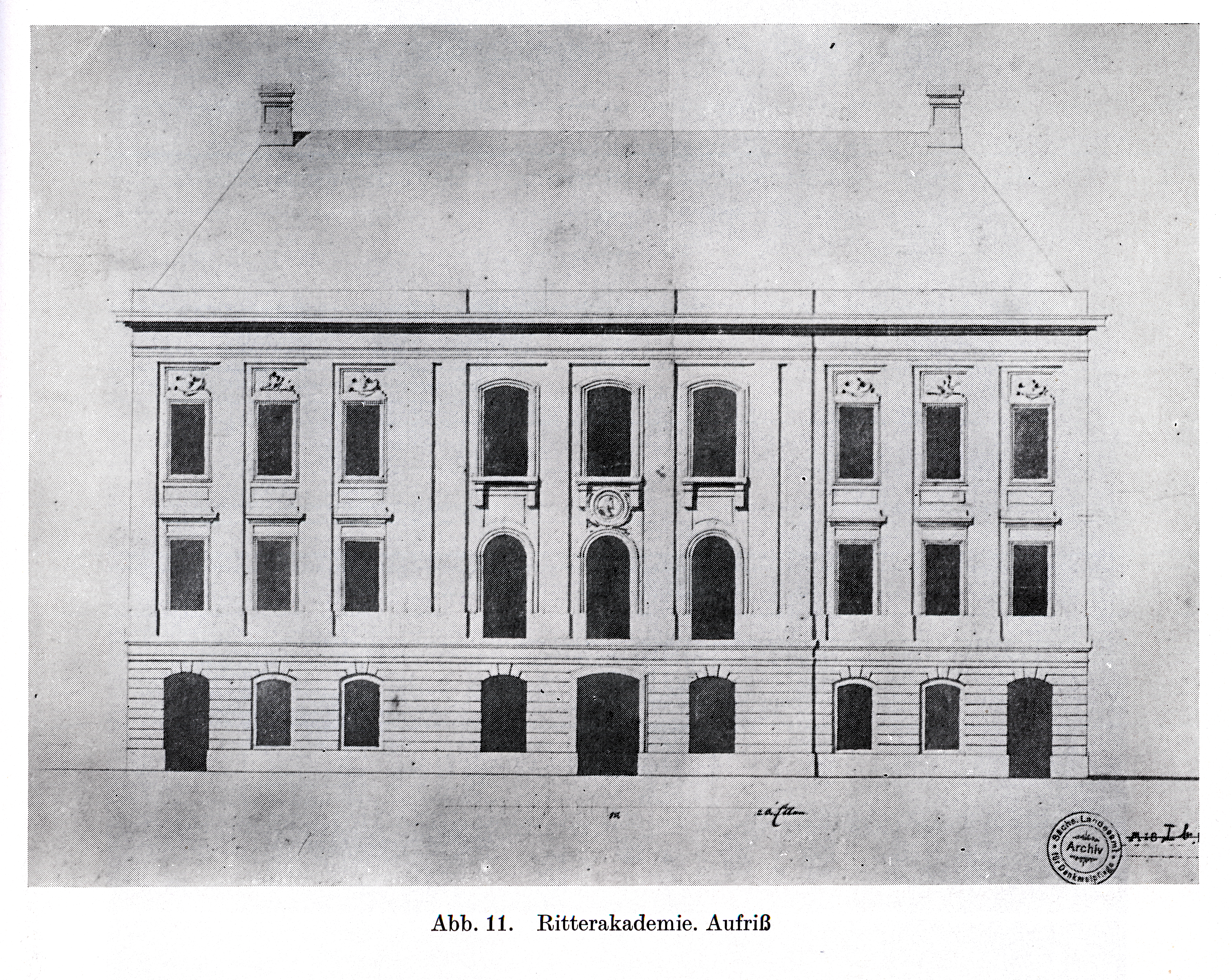
Accademia dei Cavalieri (Palais Wackerbarth), prospetto di Johann Christoph Knöffel

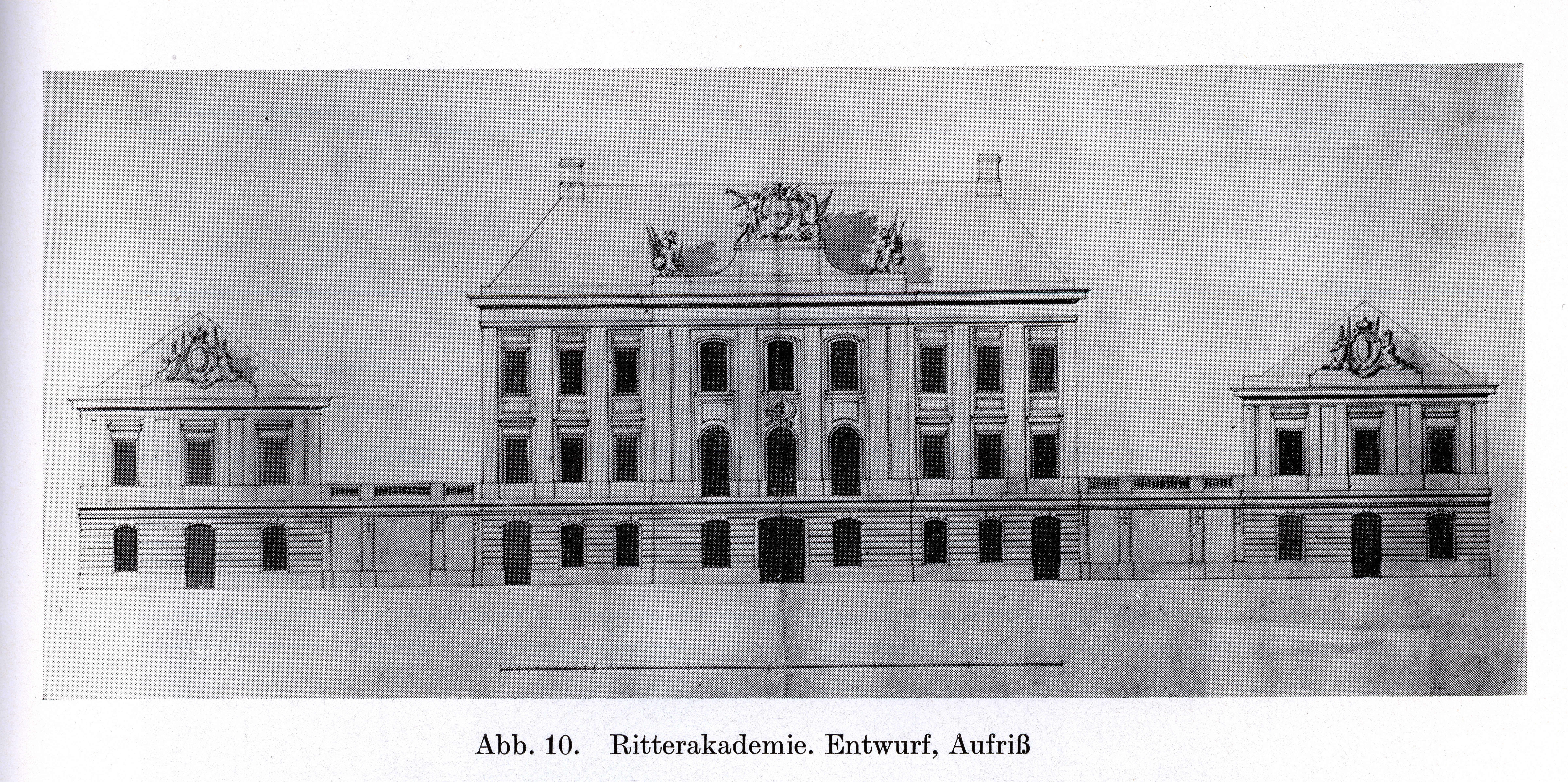
Accademia dei Cavalieri (Palais Wackerbarth), bozza, prospetto di Johann Christoph Knöffel

Il Palais Wackerbarth a Dresda Neustadt era la sede di un'accademia dei cavalieri e in seguito la sede ufficiale della conservazione dei monumenti sassoni. Si trovava a est della Hauptstraße su Beaumontplatz, non più esistente, tra la Neustädter Markthalle e il Circo Sarrasani. La Ritterstrasse, a sud del mercato coperto, lo ricorda ancora.

## Storia
Il palazzo fu costruito nel 1728, come accademia dei cavalieri, su progetto di Johann Christoph Knöffel per August Christoph von Wackerbarth. Danneggiato durante la seconda guerra mondiale, le rovine furono demolite nel 1962/1963.

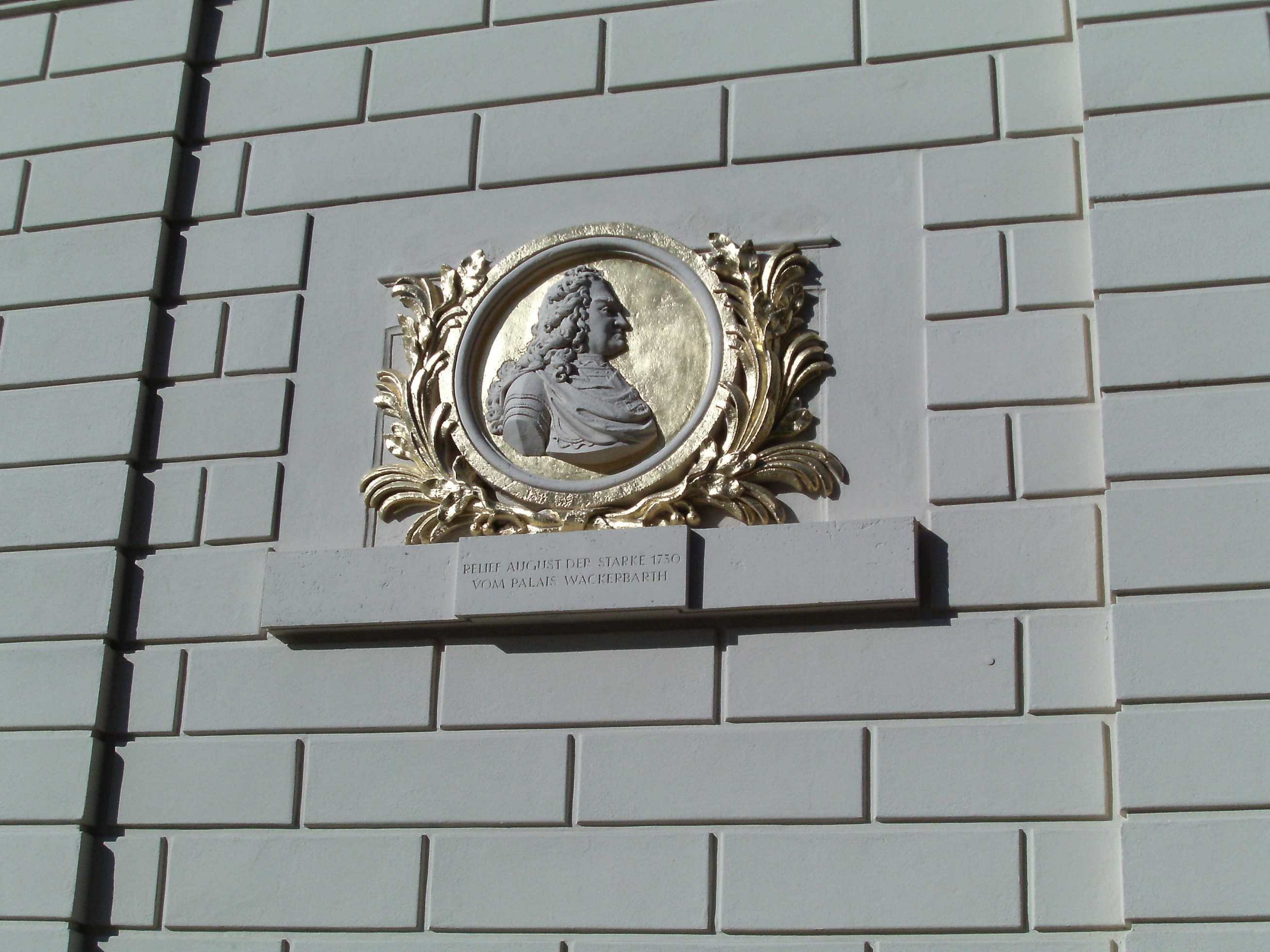
Rilievo di Augusto il Forte allo Johanneum

In cima all'edificio, nell'asse mediano della finestra tra il primo e il secondo piano, c'era un medaglione con il ritratto di Augusto il Forte di Johann Benjamin Thomae (1728). È stato recuperato dalla demolizione e ora si trova sul ricostruito Johanneum nella città vecchia.

## Descrizione
La facciata principale a nove assi mostrava un livello seminterrato con listelli di intonaco. Al di sopra si elevavano due piani, i cui assi individuali erano uniti da lesene. L'avancorpo centrale aveva tre fasce ed era diviso ai lati da doppie lesene e nell'asse centrale da un semplice portale ad arco, con finestre ad arco al primo e al secondo piano. All'interno c'era una doppia scala semicircolare che portava al secondo piano.